# Třída Tucker
Třída Tucker byla třída torpédoborců námořnictva Spojených států amerických. Celkem bylo postaveno šest jednotek této třídy. Torpédoborce byly nasazeny za první světové války, přičemž jeden byl ve válce potopen. Mezi válkami byly čtyři převedeny k pobřežní stráži a ve 30. letech všechny vyřazeny.

## Stavba
Stavba této třídy byla hrazena ve finančním roce 1914. V letech 1914–1916 bylo postaveno celkem šest torpédoborců této třídy. Do stavby byly zapojeny loděnice Fore River Shipyard v Quincy, William Cramp & Sons ve Filadelfii, Bath Iron Works v Bathu a New York Shipbuilding Corporation v Camdenu.
Jednotky třídy Tucker:
| Jméno                   | Loděnice        | Založení kýlu | Spuštěna          | Vstup do služby | Osud                                                                     |
| ----------------------- | --------------- | ------------- | ----------------- | --------------- | ------------------------------------------------------------------------ |
| USS Tucker (DD-57)      | Fore River      | listopad 1914 | 4. května 1915    | duben 1916      | Roku 1926 převeden k pobřežní stráži (CG-23), 1933 vrácen, 1936 vyřazen. |
| USS Conyngham (DD-58)   | Cramp           | červenec 1914 | 8. července 1915  | leden 1916      | Roku 1924 převeden k pobřežní stráži (CG-2), 1933 vrácen, 1934 vyřazen.  |
| USS Porter (DD-59)      | Cramp           | srpen 1914    | 26. července 1915 | duben 1916      | Roku 1924 převeden k pobřežní stráži (CG-7), 1933 vrácen, 1934 vyřazen.  |
| USS Wadsworth (DD-60)   | Bath Iron Works | únor 1914     | 29. dubna 1915    | červenec 1915   | Vyřazen 1936.                                                            |
| USS Jacob Jones (DD-61) | New York SB     | 1914          | 29. května 1915   | únor 1916       | Dne 6. prosince 1917 poblíž Sicílie potopen ponorkou SM U-53.            |
| USS Wainwright (DD-63)  | New York SB     | září 1914     | 12. června 1915   | květen 1916     | Roku 1926 převeden k pobřežní stráži (CG-24), 1934 vrácen a vyřazen.     |

## Konstrukce

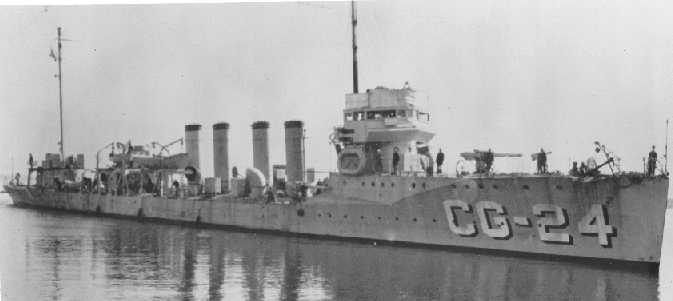
CG-24 (ex Wainwright)

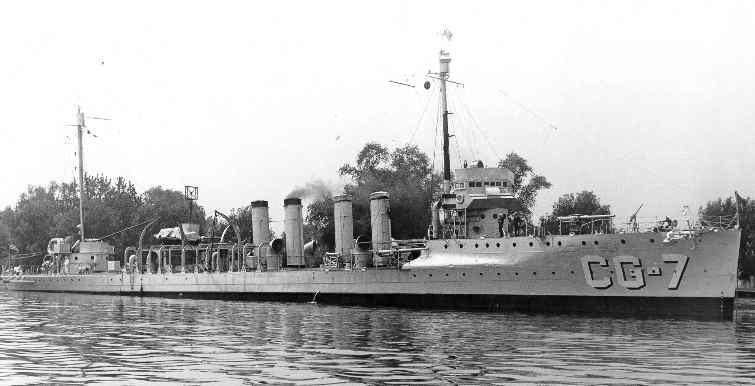
CG-7 (ex Porter)

Parametry jednotlivých plavidel se mírně lišily. Základní výzbroj tvořily čtyři 102mm kanóny Mk.IX v jednohlavňových postaveních, čtyři dvojhlavňové 533mm torpédomety a dvě skluzavky hlubinných pum. Za války byl přidán ještě jeden vrhač (Y-gun). Pohonný systém tvořily parní turbíny Curtis, čtyři kotle Yarrow a dva lodní šrouby. Výkon pohonného systému byl: 17 000 shp (DD-57, 61, 62), 17 500 shp (DD-60), nebo 18 000 shp (DD-58, 59). Nejvyšší rychlost dosahovala 29,5 uzlu. Dosah byl 2500 námořních mil při rychlosti 20 uzlů.

## Služba
Všech šest plavidel bylo ve službě za první světové války. Jacob Jones byl roku 1917 potopen německou ponorkou SM U-53. Po zahájení americké prohibice byla čtyři plavidla převedena k pobřežní stráži a podílela se na pronásledování pašeráckých lodí. Po zrušení prohibice byly vráceny námořnictvu. V letech 1934–1936 byly vyřazeny.